# ヨアキム・アンデルセン
ヨアキム・アンデルセン（Joachim Andersen, 1996年5月31日 - ）は、デンマーク・ソールレズ・ストラン出身のサッカー選手。フラムFC所属。デンマーク代表・ポジションは、ディフェンダー。

## クラブ経歴
4歳の時、グレーヴェ・ストランにあるクラブ、グレーヴェ・フォドボルドでサッカーを始め、2009年まで所属していた。その後、FCコペンハーゲンのユースチームでプレーし、FCミッティランのユースチームに加入した。
2013年4月、FCトゥウェンテはアンデルセンをチェックするためにスカウトを送り、1週間のテストを行った。4ヶ月後、FCトゥウェンテと約500万デンマーク・クローネ（約65万ユーロ）とされる金額で契約を結んだ。

### FCトゥウェンテ
2013年11月8日、ヨング・トゥウェンテで初出場し、プロデビューを果たした。2013-14シーズンはトップチームでプレーすることは無かった。
2015年3月7日、ヴィレムII戦に途中出場し、トップチームで初出場した。その1週間後、2018年までの新契約を結んだ。2015年、DBUよりU-19の最優秀選手に選ばれた。アンデルセンは徐々に出場機会を増やしていき、2015-16シーズンにはトップチームのレギュラーに定着した。

### UCサンプドリア
2017年8月25日、セリエA・UCサンプドリアに移籍した。

### オリンピック・リヨン
2019年7月12日、リーグ・アン、オリンピック・リヨンと5年契約を締結した。

### フラムFC
2020年10月5日、プレミアリーグのフラムFCに1年間のローン移籍で加入したことが発表された。

### クリスタル・パレスFC
2021年7月28日、クリスタル・パレスFCと5年契約を締結した。

### フルハム復帰
2024年8月23日、アンデルセンは再びフルハムに移籍し、今回は完全移籍で5年契約を締結した。移籍金は3,000万ポンドと報じられている。

## 代表経歴
デンマークの各世代別代表を経て、2019年10月15日、ルクセンブルク代表との親善試合でデンマーク代表デビューを果たした。
2021年5月、UEFA EURO 2020に臨むデンマーク代表メンバーに選出された。グループステージでの出番は無かったものの、決勝トーナメントに進出してからの3試合にはいずれも途中出場で出場機会を得たが、ベスト4でイングランド代表に敗れた。
2022年11月、2022 FIFAワールドカップに出場するデンマーク代表に招集され、グループステージ全3試合に先発フル出場したが、大会未勝利でグループステージ敗退を喫した。
2024年5月30日、彼はUEFA EURO 2024のために26人のメンバーに選出されました。 ドイツ代表とのラウンド16の試合では、オフサイドでゴールが取り消され、その後クロスにハンドリングの判定でPKを与え、試合は0-2で敗れました。

## 個人成績

### クラブ
2022年11月12日現在
| クラブ             | シーズン | リーグ           | リーグ | リーグ | カップ | カップ | リーグカップ | リーグカップ | 国際大会 | 国際大会 | 通算 | 通算 |
| クラブ             | シーズン | ディビジョン     | 出場   | 得点   | 出場   | 得点   | 出場         | 得点         | 出場     | 得点     | 出場 | 得点 |
| ------------------ | -------- | ---------------- | ------ | ------ | ------ | ------ | ------------ | ------------ | -------- | -------- | ---- | ---- |
| トゥウェンテ       | 2014-15  | エールディヴィジ | 7      | 1      | 1      | 0      | —            | —            | —        | —        | 8    | 1    |
| トゥウェンテ       | 2015-16  | エールディヴィジ | 18     | 1      | 0      | 0      | —            | —            | —        | —        | 18   | 1    |
| トゥウェンテ       | 2016-17  | エールディヴィジ | 22     | 2      | 0      | 0      | —            | —            | —        | —        | 22   | 2    |
| トゥウェンテ       | 2017-18  | エールディヴィジ | 2      | 0      | 0      | 0      | —            | —            | —        | —        | 2    | 0    |
| トゥウェンテ       | 通算     | 通算             | 49     | 4      | 1      | 0      | —            | —            | —        | —        | 50   | 4    |
| サンプドリア       | 2017-18  | セリエA          | 7      | 0      | 1      | 0      | —            | —            | —        | —        | 8    | 0    |
| サンプドリア       | 2018-19  | セリエA          | 32     | 0      | 2      | 0      | —            | —            | —        | —        | 34   | 0    |
| サンプドリア       | 通算     | 通算             | 39     | 0      | 3      | 0      | —            | —            | —        | —        | 42   | 0    |
| リヨン             | 2019-20  | リーグ・アン     | 18     | 1      | 4      | 0      | 4            | 0            | 6        | 1        | 32   | 2    |
| リヨン             | 2020-21  | リーグ・アン     | 3      | 0      | 0      | 0      | —            | —            | 0        | 0        | 3    | 0    |
| リヨン             | 通算     | 通算             | 21     | 1      | 4      | 0      | 4            | 0            | 6        | 1        | 35   | 2    |
| フラム (loan)      | 2020-21  | プレミアリーグ   | 31     | 1      | 0      | 0      | —            | —            | —        | —        | 31   | 1    |
| クリスタル・パレス | 2021-22  | プレミアリーグ   | 34     | 0      | 4      | 0      | 1            | 0            | —        | —        | 39   | 0    |
| クリスタル・パレス | 2022-23  | プレミアリーグ   | 13     | 1      | 0      | 0      | 0            | 0            | —        | —        | 13   | 1    |
| クリスタル・パレス | 通算     | 通算             | 47     | 1      | 4      | 0      | 1            | 0            | —        | —        | 52   | 1    |
| 総通算             | 総通算   | 総通算           | 187    | 7      | 12     | 0      | 5            | 0            | 6        | 1        | 210  | 8    |

## 代表歴

### 出場大会
- デンマーク代表
  - 2022 FIFAワールドカップ
  - UEFA EURO 2024

### 試合数
- 国際Aマッチ 29試合 0得点（2019年-）[21]

| デンマーク代表 | 国際Aマッチ | 国際Aマッチ |
| 年             | 出場        | 得点        |
| -------------- | ----------- | ----------- |
| 2019           | 1           | 0           |
| 2020           | 0           | 0           |
| 2021           | 10          | 0           |
| 2022           | 11          | 0           |
| 2023           | 7           | 0           |
| 2024           |             |             |
| 通算           | 29          | 0           |